# 일리리아
일리리아(Illyria)는 고대의 한 지역으로 오늘날의 발칸반도 서부에 해당한다. 기원전 10세기 경부터 인도유럽어족에 속하는 일리리아어를 쓰는 일리리아인들이 이곳에 정착해서 살았다. 

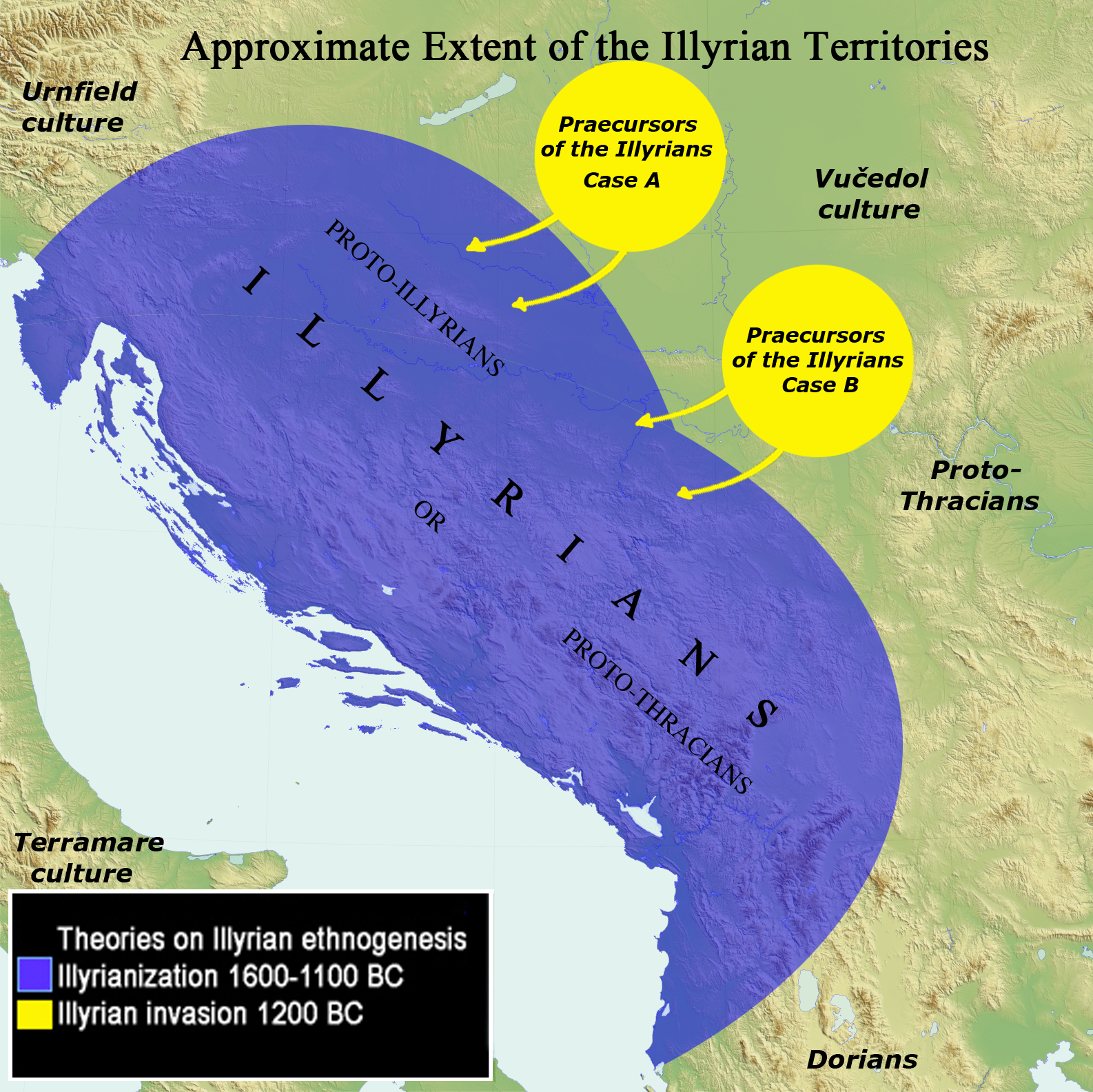
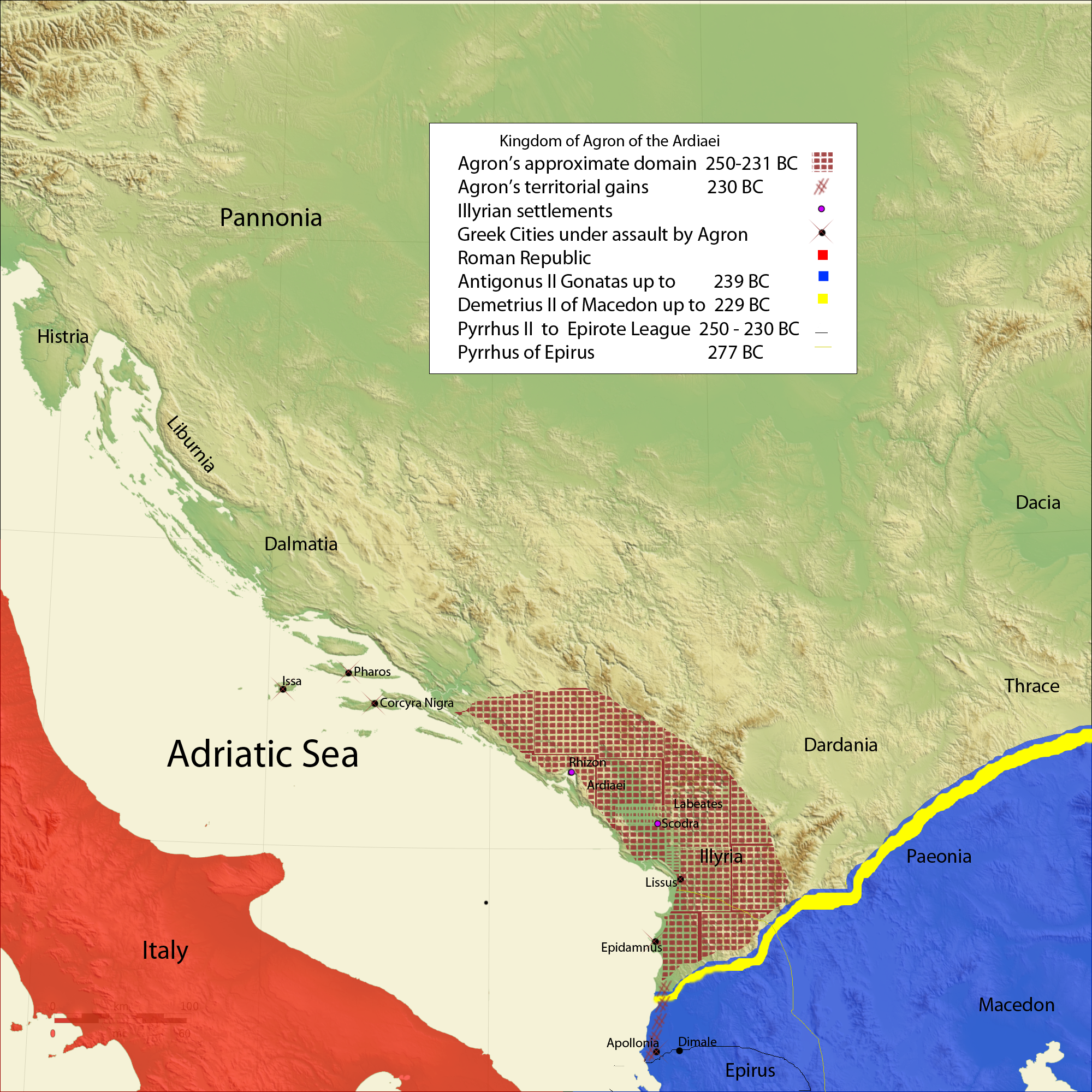
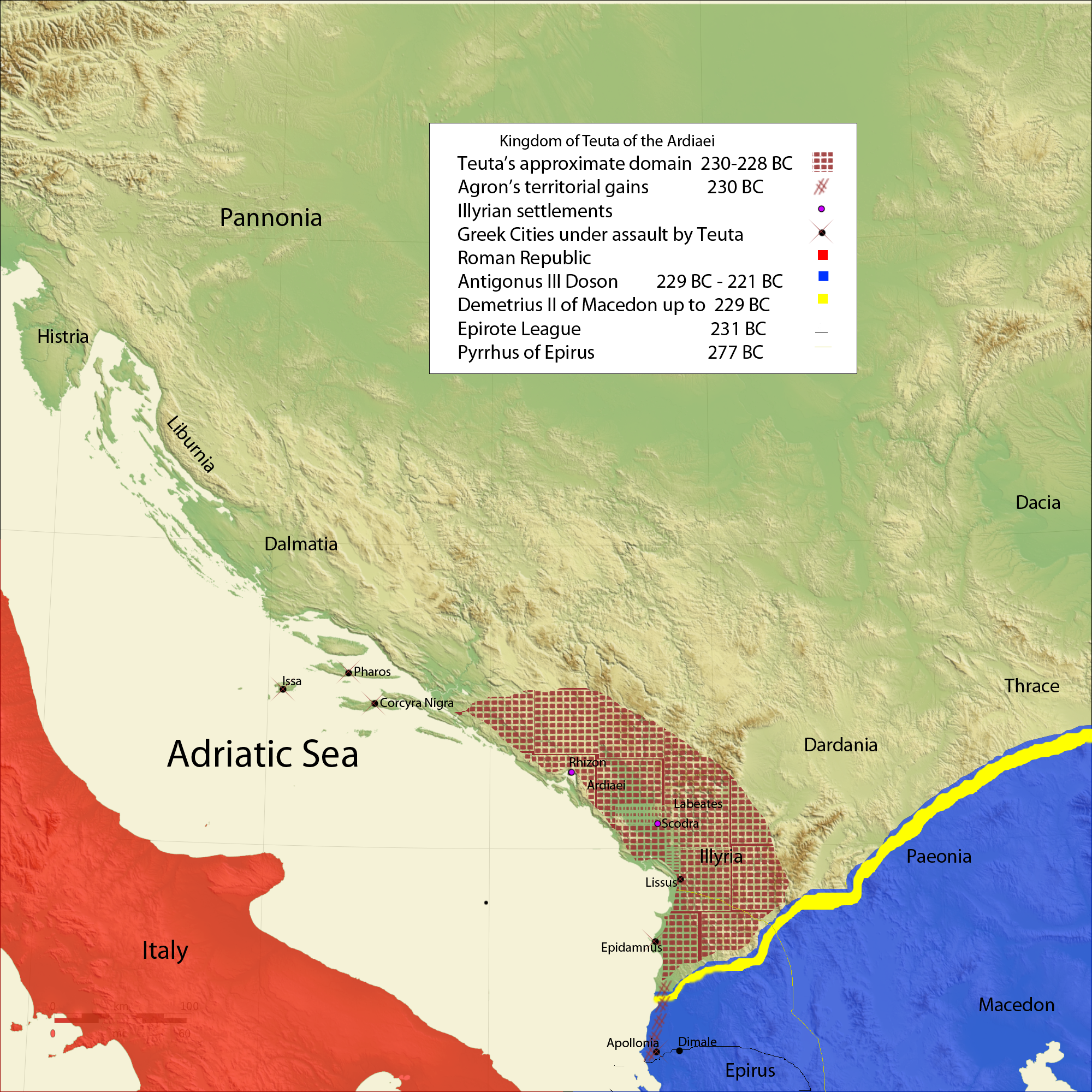
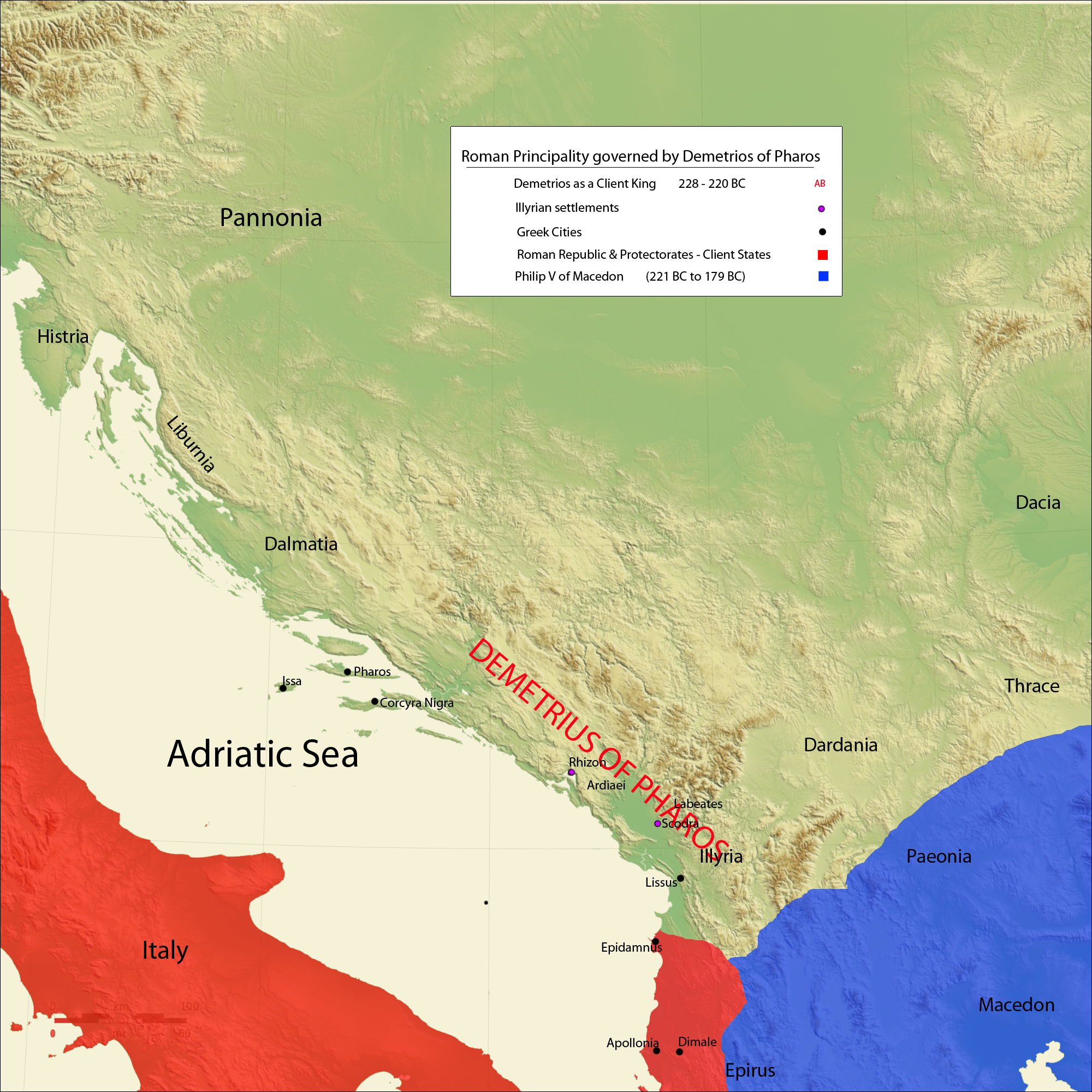

## 같이 보기
- 일리리아어
- 일리리쿰